# Microcoelia gilpinae
Microcoelia gilpinae là một loài thực vật có hoa trong họ Lan. Loài này được (Rchb.f. & S.Moore) Summerh. mô tả khoa học đầu tiên năm 1943.